# Marmur węgierski

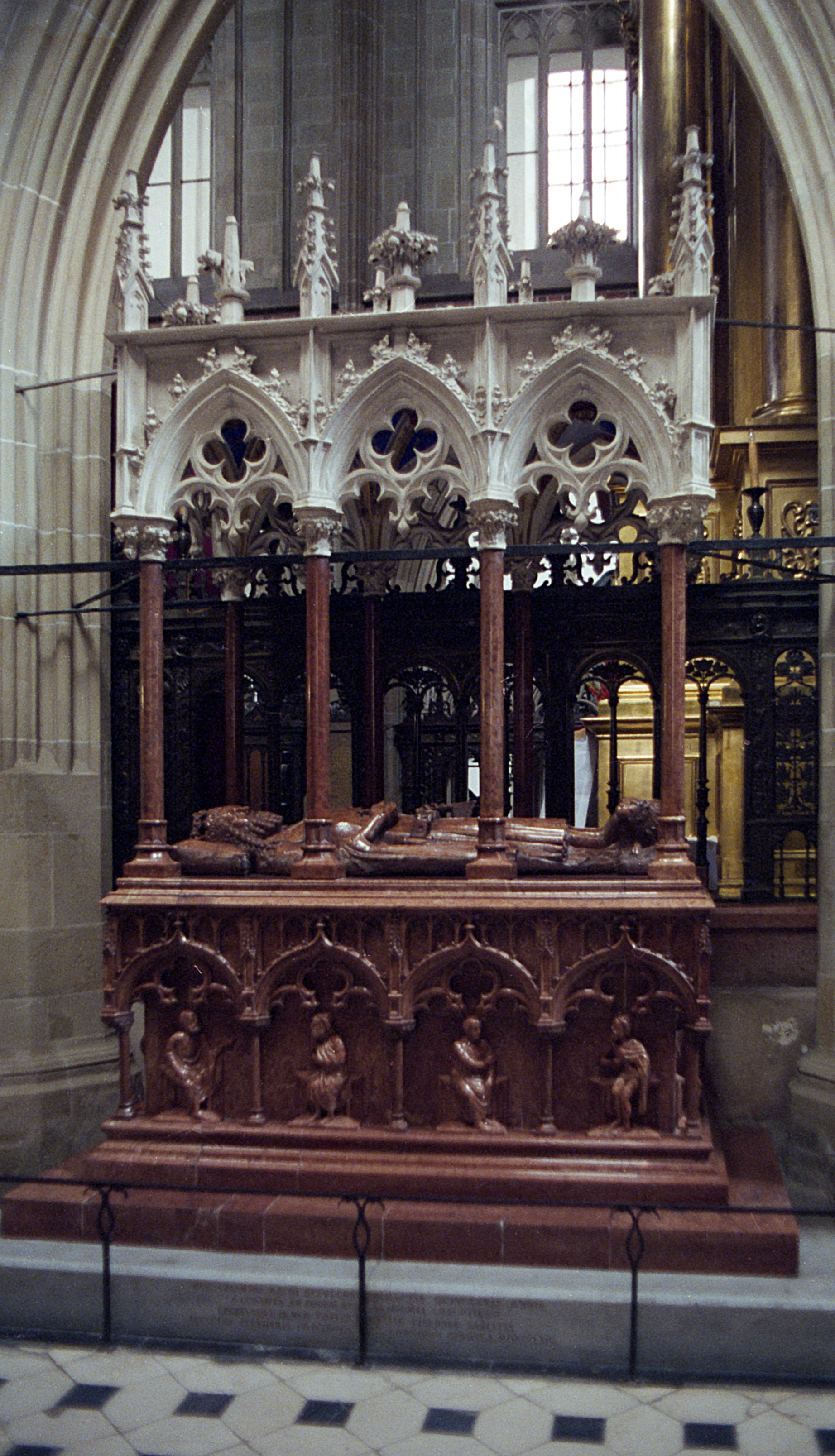
Nagrobek Kazimierza III Wielkiego – pierwszy przykład użycia czerwonego marmuru węgierskiego w Polsce

Marmur węgierski (marmur królewski) – gruzłowaty wapień dolnojurajski (liasowy) o czerwonobrązowej barwie pochodzący z Węgier; nie jest kamieniem w pełni wykrystalizowanym, stąd nazwa „marmur” jest nazwą potoczną.

## Marmur węgierski w Polsce
W Polsce od XIV wieku czerwone marmury węgierskie wykorzystywane były do rzeźb kościelnych. Nagrobek króla Kazimierza Wielkiego w katedrze na Wawelu jest pierwszym dziełem wykonanym w czerwonym marmurze węgierskim i pochodził z łomu Sziske koło Granu.
Marmur węgierski był też wykorzystany w konstrukcji Kaplicy Zygmuntów na Wawelu. W listopadzie 1525 roku rzeźbiarz i architekt Bartolommeo Berrecci wynajął woźniców i wysłał z nimi trzech kamieniarzy, którzy mieli wydobyć odpowiednie bloki marmuru. W latach 1526 i 1527 przywieziono do Krakowa marmur węgierski, częściowo drogą wodną, ale głównie zaprzęgami konnym przez Budę, Bańską Bystrzycę i Rużomberk.

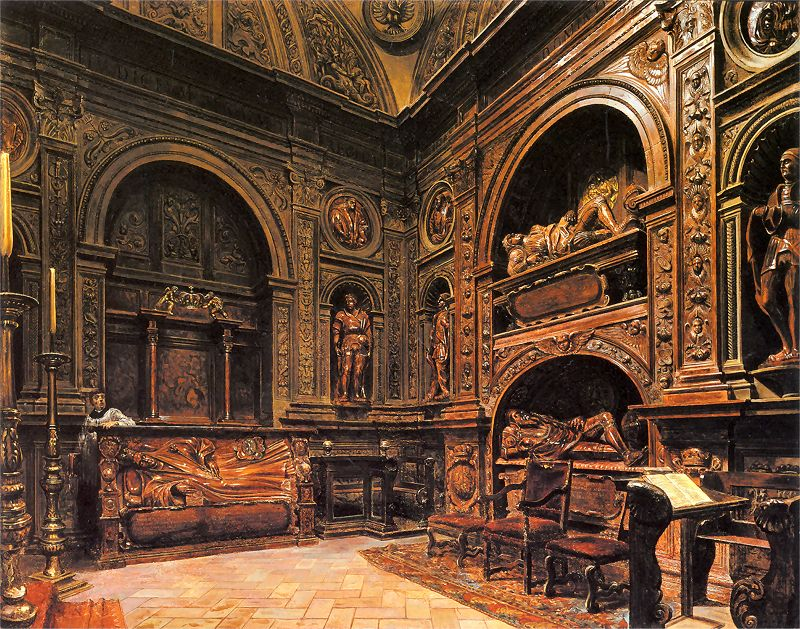
Kaplica Zygmuntów na Wawelu

Marmury węgierskie pokazane są na obrazie Aleksandra Gryglewskiego Kaplica Zygmuntów na Wawelu, w którym najdrobniejsze nawet szczegóły [..] z rzadką dokładnością są wykonane, a także do złudzenia uwydatnionym jest blask marmurów węgierskich i brązów.

## Marmury królewskie
Po II wojnie światowej „marmur” węgierski oraz „marmur” salzburski zaczęto nazywać w Polsce „marmurami królewskimi” ze względu na to, że były one wykorzystane przy konstrukcji nagrobków królów lub osób znamienitych oraz ze względu na to, że intensywny czerwony kolor utożsamiany jest z purpurą królewską. W Polsce wykorzystywano „marmury” salzburskie w zastępstwie marmurów węgierskich, bowiem węgierskie łomy nie były aktywne w czasie tureckiej okupacji Węgier (1526–1686). Dopiero cesarzowa Maria Teresa w XVIII wieku otworzyła na nowo łomy w Górach Gerecse. Czerwony marmur węgierski przypomina swoją teksturą marmur z Werony.

## Konserwacja
W czasie remontu kaplicy Zygmuntowskiej przy katedrze wawelskiej rozpoczętej w 2002 roku okazało się, że czerwony marmur węgierski przetrwał niezmieniony przez kilka wieków a pewne zmiany powierzchni były efektem matowienia woskowych past polerskich i zabrudzenia.
Inna sytuacja występuje dla marmuru węgierskiego umieszczonego na zewnątrz. Na Węgrzech obserwowano, że po 1–3 latach czerwony kolor zmieniał się na różowo-szaro-biały. Przez długi czas uważano, że jest to związane z dekompozycją minerałów, ale przypuszczalnie jest to związane z rozpuszczaniem się kryształów kalcytu, co powoduje zmianę szorstkości powierzchni. Poler wraz z zastosowaniem środków hydrofobowych przywraca żywy kolor.

[..] zaznaczyć potrzeba z góry, że wszystkie w ogóle marmury nie zachowają stale na powietrzu swojego blasku, t.j. poloru, szczególniej zaś nie zachowują go kamienie ciemno-kolorowe. Te ostatnio nie tylko że tracą na powietrzu blask, czyli polor, ale nawet formalnie blakną od słońca, co łatwo zaobserwować na wielu fasadach marmurowych i pomnikach. W innych również razach marmury kolorowe ulegają łatwo wpływom atmosferycznym, szczególniej w klimacie północnym, dlatego też mało bywają używane do robót na powietrzu, a przeważnie służą do dekoracyjnego wykończenia wnętrza domów, kościołów itp.

## Dostępność
Obecnie czerwony marmur węgierski jest wydobywany w łomach Bányahegy w górach Gerecse koło Tardos.